# Enrico dal Covolo
Enrico dal Covolo, S.D.B. (* 5. října 1950 Feltre) je italský římskokatolický duchovní, biskup a emeritní asesor Papežského výboru pro historické vědy.

## Život
Narodil se 5. října 1950 ve Feltre.
Vstoupil do noviciátu Salesiánů Dona Boska. Dne 2. září 1973 složil své časné řeholní sliby. Vystudoval literaturu a náboženské vědy na Katolické univerzitě Nejsvětějšího Srdce v Miláně. Po studiu teologie a filosofie byl 22. prosince 1979 biskupem Liberem Tresoldim vysvěcen na kněze. Na Papežském patristickém institutu Augustinianum získal doktorát z teologie. Po kněžské a akademické službě v Chiari a Miláně se stal profesorem křesťanské antické řecké literatury na Papežské salesiánské univerzitě v Římě, kde v letech 1993–2000 byl děkanem fakulty křesťanské a klasické literatury.
Od roku 2000 působil jako vice-rektor Papežské salesiánské univerzity a o tři roky později byl jmenován postulátorem salesiánské rodiny. Roku 2002 se stal poradcem Kongregace pro nauku víry a roku 2008 zastupujícím komisařem Zvláštní komise pro řešení případů dispensace od kněžských povinností, s touto funkcí byl ustanoven také poradcem Kongregace pro klérus. Byl také poradcem Papežské komise pro posvátnou archeologii.
Dne 30. června 2010 jej papež Benedikt XVI. jmenoval rektorem Papežské salesiánské univerzity a 15. září mu udělil hodnost titulárního biskupa z Eracleji. Biskupské svěcení přijal 9. října z rukou kardinála Tarcisia Bertone a spolusvětiteli byli kardinálové Agostino Vallini a Franc Rodé.
Dne 18. prosince 2018 byl papežem František ustanoven asesorem Papežského výboru pro historické vědy. Na tuto funkci rezignoval 5. července 2024.